# Teffont
Teffont è una piccola parrocchia civile della contea del Wiltshire che si trova a si trova a circa 10 miglia a ovest di Salisbury, Sud Ovest dell'Inghilterra, Regno Unito.

## Geografia

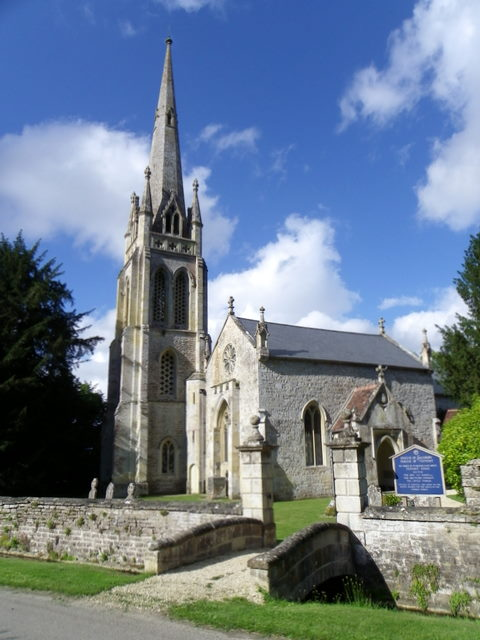
Chiesa di San Michele, a Teffont Evias

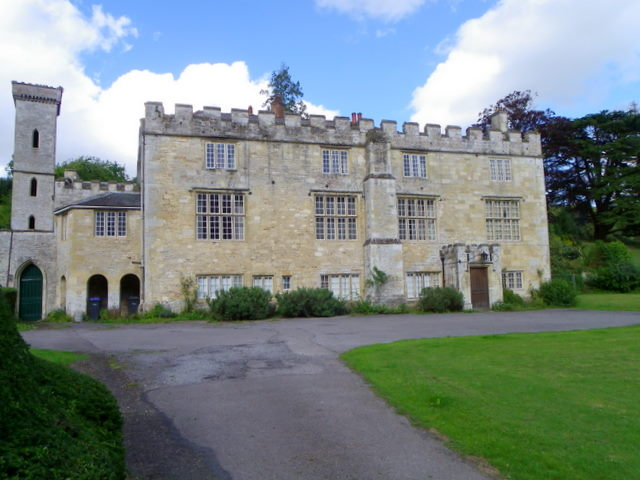
Teffont Manor

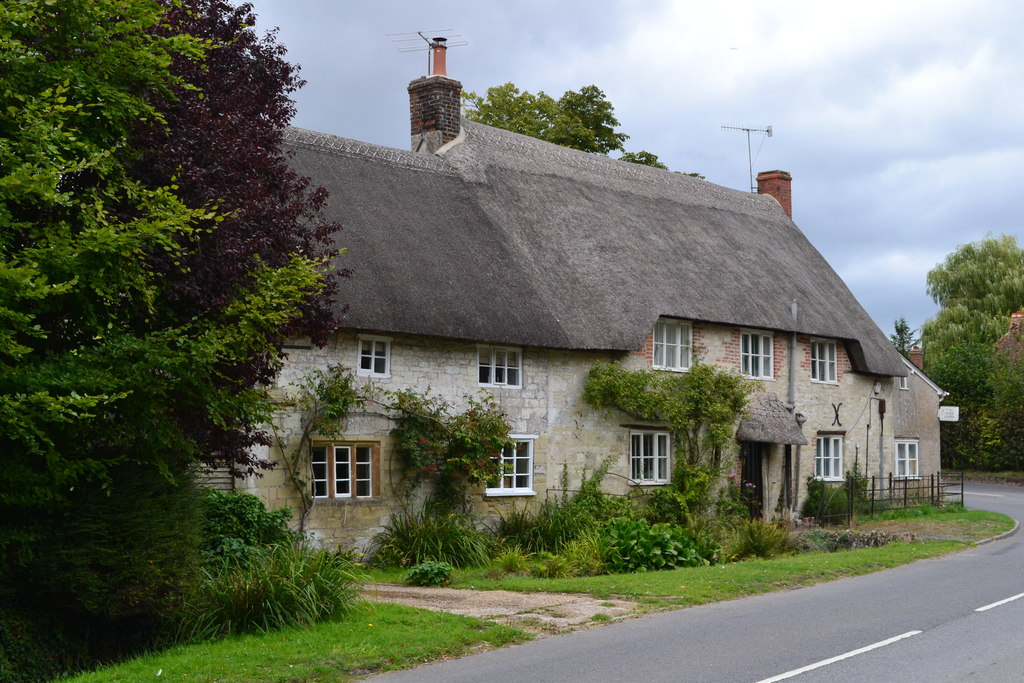
Exdificio con tetto di paglia a Teffont Magna

Teffont si trova nella valle di Nadder, a nord del fiume omonimo, circa 10 miglia a ovest di Salisbury. Costituita dai due villaggi di Teffont Evias e Teffont Magna. Gran parte di Teffont si trova su colline calcaree che si innalzano tra le valli del Wylye e del Nadder.

## Storia
Vi sono tracce di insediamenti provvisori di cacciatori mesolitici che hanno lasciato punte di freccia in selce nei boschi circostanti mentre i contadini di quel periodo hanno lasciato i loro attrezzi. All'età del ferro risalgono punte di lancia. Dopo di loro sono arrivati i romani e gli anglosassoni e il luogo è stato chiamato Teffont, composto da una parola frisone per confine tef e dalla parola romana per sorgente, font. Nel corso della storia ha avuto due centri separati anche se vicini, Teffont Evias e Teffont Magna, che hanno avuto vicende diverse. Teffont Evias deve il suo nome ad Harold Ewyas, figlio di Ralph, conte di Hereford, che sebbene avesse la sua tenuta principale a Hereford, acquisì anche il maniero di Teffont alla fine dell'XI secolo. Nel corso dei successivi 300 anni il territorio passò in gran parte per via ereditaria attraverso diverse famiglie e fu acquisito da Christopher Mayne nel 1692. Resta ancora di proprietà dei discendenti di quella famiglia. Teffont Magna, che fino a tempi relativamente recenti era noto come Upper Teffont o Over Teffont, fu concesso nel X secolo alla badessa di Shaftesbury, insieme al maniero di Dinton. Al momento dello scioglimento dei monasteri fu dato a William Herbert, primo conte di Pembroke. Rimase parte della tenuta di Pembroke fino al 1919, quando fu acquistato da Lord Bledislow. Nel 1950 fu venduto da suo figlio e fu successivamente diviso in lotti e acquistato come fattorie separate. Per la maggior parte della sua storia Teffont Magna, o Upper Teffont, è stata una cappellania di Dinton. Dal punto di vista dell'amministrazione ecclesiastica è rimasta dipendente da Dinton fino al 1922, ma all'inizio del XIX secolo sembra essere stata considerata una parrocchia per certi scopi amministrativi. Nel 1934 è stata unita a Teffont Evias per formare la parrocchia civile di Teffont. L'antica parrocchia conteneva 1.734 acri e si estendeva per circa 2 miglia e mezzo da nord a sud e un miglio da est a ovest. Nel XIII secolo c'era quasi sicuramente una chiesa in ciascuno dei due villaggi, sebbene quella di Magna fosse diventata una cappella di agio, subordinata a Dinton. Fino al XX secolo, non c'era un cimitero a Magna e i cadaveri venivano trasportati in barella a Dinton lungo il Coffin Path per esservi sepolti. Dal XII secolo diverse famiglie importanti, come gli Husses, i Tregozyes e gli Hungerford, possedevano terreni a Teffont Evias. Ciò significava che a volte gli abitanti del villaggio di Evias diventavano soldati mentre quelli di Teffont Magna, ancora di proprietà dell'abbazia di Shaftesbury, potevano concentrarsi sull'agricoltura. Gli Hungerford furono signori di Evias per 150 anni, ma dopo l'esecuzione di Walter Hungerford la tenuta passò a Henry Lee nel 1545, uno dei cui familiari divenne Lord Treasurer e Conte di Marlborough. Nel 1652, la tenuta fu venduta al sostenitore di Cromwell, John Ashe, e la sua famiglia la vendette quarant'anni dopo a Christopher Mayne, da cui discendono gli attuali proprietari, la famiglia Keatinge. Fu uno dei discendenti di Christopher Mayne, John Mayne, che, nel XIX secolo, fu responsabile dell'ampliamento della chiesa e della Manor House.

## Monumenti e luoghi d'interesse
Nel territorio di Tilshead sono presenti vari luoghi d'interesse:
- Chiesa di San Michele, anche nota come chiesa di San Michele e di Tutti gli Angeli, a Teffont Evias. Si tratta di una chiesa parrocchiale anglicana risalente al XVI secolo e ricostruita tra il 1824e il 1826 da Charles Fowler per John Mayne di Teffont Manor. Il portico a due falde del XIX secolo ha una porta a punta con modanatura quadrata, stemma araldico di Maynes e data 1824, verghe a sella con inginocchiatoi e pinnacoli. Il lato sud della navata centrale ha una finestra a punta a due luci con traforo a Y su entrambi i lati del portico, contrafforti diagonali e verghe a corona con pinnacoli. La sagrestia meridionale a due falde del 1824 ha una finestra a due luci in stile perpendicolare. Appartiene alla diocesi di Salisbury e dal 6 gennaio 1966 è un monumento classificato di secondo grado per il suo particolare interesse storico e architettonico.[6][7]
- Teffont Manor, a Teffont Evias.
- Chiesa di Sant'Edoardo a Teffont Magna.